# Neilupotamon
Neilupotamon is een geslacht van kreeftachtigen uit de klasse van de Malacostraca (hogere kreeftachtigen).

## Soorten
- Neilupotamon papilionaceum (Dai, Y. Z. Song, He, Cao, Z. B. Xu & Zhong, 1975)
- Neilupotamon physalisum (Dai, Y. C. Song, M. G. Li, Z. Y. Chen, P. P. Wang & Hu, 1984)
- Neilupotamon sinense (Tai & Sung, 1975)
- Neilupotamon xinganense Dai & Türkay, 1997